# Thyropygus carinatus
Thyropygus carinatus är en mångfotingart som beskrevs av Demange 1969. Thyropygus carinatus ingår i släktet Thyropygus och familjen Harpagophoridae. Inga underarter finns listade i Catalogue of Life.